# 단바라정
단바라정(丹原町)은 에히메현 도요지방, 슈소군에 있던 정이다. 구 정역은 합병후 사이조시의 정명인 단바라정이 되었다

## 지리
구 슈시키군인 도젠평야의 중앙보다 약간 남서쪽에 위치한다. 
서쪽으로 평야가 완만하게 경사져 산록에 이르는 다카나와 반도, 남쪽으로 시코쿠 산지의 일각을 차지하고 있다. 동부, 북부는 완만한 경사지이다. 세토내해에 접해 있지는 않다. (인접의 슈쿠와군 고마쓰정도 마찬가지이다.)
전원 지대와 산록의 완만한 경사지는 농업 지대로 알려져 있다.

## 역사
- 1889년 12월 15일 - 정촌제 시행에 수반해 이전의 정역인 슈부군 단바라촌이 성립하였다.
- 1897년 4월 1일 - 관할권이 슈소군으로 변경되었다.
- 1913년 12월 13일 - 정으로 승격, 개칭해 단바라정이 되었다.
- 1955년 4월 25일 - 슈소군 도쿠다촌과 신설합병해 새로운 단바라정이 성립하였다.
- 1956년 9월 1일 - 다노촌 및 나카가와촌의 대부분이 신설합병해 새로운 단바라정이 성립하였다.
- 2004년 11월 1일 - 사이조시, 도요시, 고마쓰정과 신설합병해, 새로운 사이조시가 성립하였다. 동일 단바라정은 폐지되었다.

## 교통

### 도로
- 마쓰야마 자동차도
- 국도 11호선